# 黑策布罗克-克拉霍尔茨
黑策布罗克-克拉霍尔茨是德国北莱茵-威斯特法伦州的一个市镇。总面积79.28平方公里，总人口16025人，其中男性8118人，女性7907人（2011年12月31日），人口密度202人/平方公里。

## 友好城市
- 法國 勒尚邦-弗日罗勒